# Glène (cordage)
Une glène, parfois encore écrit glaine ou glenne, est une portion de cordage pliée sur elle-même. Il peut désigner plus globalement l'écheveau de cordage lové ou enroulé sur lui-même. 
Le terme est intimement associé au verbe gléner, signifiant lover un cordage ou enrouler une corde de diverses manières. La glène est le résultat de cette action. Une autre définition de ce verbe transitif est alors mettre en glène.

## Étymologie et histoire
Le mot français glenne n'est attesté qu'en 1786 selon l'Encyclopédie méthodique avec le sens précis de "rond d'un cordage enroulé". Le mot provençal gleno ou glano attesté en 1494, devenu glena en se féminisant à l'époque moderne, était également associé au verbe occitan ou franco-provençal glenarer, de mêmes significations.
Mais il semble que le sens soit plus ancien dans le monde de la batellerie ligérienne. Le terme serait attesté à la fin du XVe siècle, en 1494. Il peut être relié au gaulois latinisé glenō, glennō, ās, āre signifiant "glaner". Le glanage est la possibilité laissé aux modestes de ramasser les reliquats de la première récolte, en particulier dans le champ de blé ou de bleds aux hautes tiges d'autrefois, de ramasser des épis après la moisson. Comme il reste souvent la paille, il reste des poignées d'épis ramassées après la moisson que l'on peut disposer ou lier en javelle ou en gerbe. La javelle des brins de tiges est ici assimilée à un rond de cordage. Tout se passe comme si le cordage déployé était rangé, à l'instar des rares tiges de céréales oubliées dans le champ récolté rassemblés et mises sous forme compacte pour être emmenées.
La glenne était également d'une unité de mesure ligérienne. Toutefois, le monde antique de la Loire étant précocement unifié, il serait anormal que le monde maritime proche ne posséda pas des termes d'oralité semblables, aujourd'hui inconnu à l'écrit. 
Le glenon ou glennon, comme la glenne, signifie au XVIe siècle un glane ou le produit d'un glanage ou d'une récupération intéressée, mais aussi une mise en forme de végétaux comme un faisceau, un paquet, une botte. Il existe par exemple des glénons ou glennons de pois, de paille...  
Le verbe gléner est cité en 1803 dans le dictionnaire universel de la langue française de Claude Boiste. Il est selon Augustin Jal en 1832, apparaît comme un synonyme de lover, au sens de rouer, plier en rond qui est pratiquement tombé en désuétude. Il note qu'un autre verbe synonyme cueillir est bien plus employé, il vient du latin conligo ou collǐgo, ās, āre, āvi, ātum "lier ensemble, attacher ensemble, réunir" très proche du verbe colligere "cueillir ensemble, recueillir, réunir, ramasser, rassembler, ramasser, relever, trousser, ordonner une collection, ensevelir chrétiennement".

## Vocabulaire technique
Les cordages neufs sont ordinairement vendus en glène, c'est-à-dire en paquet de corde, plié en spirales, à tours égaux, superposé les uns aux autres.
Le verbe gléner est pratiquement inconnu des Français nullement familier du mode fluvial et maritime.
Mais l'expression gléner les aussières reste commune. Elle signifie lover les cordages, par exemple les enrouler sur le pont après usage.
L'encablure d'amarrage ou de remorquage peut désigner la longueur normale d'une glène de haussière, c'est-à-dire du cordage enroulé.